# Rosemarkie
Rosemarkie är en by i Highland i Skottland. Byn är belägen 192,2 km 
från Edinburgh. Orten har 650 invånare (2016).